# Atheroides karakumi
Atheroides karakumi är en insektsart. Atheroides karakumi ingår i släktet Atheroides och familjen långrörsbladlöss. Inga underarter finns listade i Catalogue of Life.